# Cộng hòa Xã hội chủ nghĩa Xô viết tự trị Krym
Cộng hòa Xã hội chủ nghĩa Xô viết tự trị Krym (Tiếng Tatar Krym: Qırım Muhtar Sotsialist Sovet Cumhuriyeti; Qrьm Avonomjalь Sotsialist Sovet Respublikasь; tiếng Nga: Крымская Автономная Социалистическая Советская Республика, Krymskaya avtonomnaya Socialisticheskaya Sovetskaya Respublika) là một nước cộng hòa xã hội chủ nghĩa Xô viết tự trị của Cộng hòa XHCN Xô Viết Liên bang Nga nằm trên bán đảo Krym.

## Lịch sử
Nước cộng hòa được thành lập vào ngày 18 tháng 10 năm 1921 với tư cách là Cộng hòa Xô viết tự trị xã hội chủ nghĩa Krym của Cộng hòa XHCN Xô Viết Liên bang Nga. Nước cộng hòa được đổi tên thành Cộng hòa xã hội chủ nghĩa Xô viết tự trị Krym vào ngày 5 tháng 12 năm 1936 bởi Đại hội Xô viết bất thường khóa VIII của Liên bang Xô viết.
Krym bị Đức Quốc Xã kiểm soát trên thực tế từ tháng 9 năm 1942 đến tháng 10 năm 1943, được kết hợp hành chính vào Reichskommissariat Ukraina với tên Teilbezirk Taurien. Alfred Frauenfeld được bổ nhiệm làm Kommissar (mặc dù có vẻ như Frauenfeld đã dành phần lớn thời gian của mình ở Krym để nghiên cứu di sản Người Goth Krym của bán đảo và chính phủ thực tế nằm trong tay của Erich von Manstein).
Năm 1944, dưới cái cớ bị cáo buộc người Tatar Krym hợp tác với chế độ chiếm đóng của Đức Quốc xã, chính phủ Liên Xô theo lệnh Iosif Stalin và Lavrentiy Beria trục xuất những người Tatar Krym khỏi Krym.